# Tyros (Spiel)
Tyros ist ein Brettspiel für 3–4 Spieler ab 10 Jahren. Entwickelt wurde es von Martin Wallace. Es ist im Jahr 2002 erschienen und wird von der Firma Kosmos vertrieben.

## Spielidee
Die Stadt Tyros, der Ausgangspunkt für das Phönizische Weltreich, liegt im östlichen Mittelmeerraum. Von hier aus müssen die Spieler den Mittelmeerraum erkunden und fremde Länder besiedeln. Dazu fahren sie mit ihren Schiffen über das Meer zu anderen Ufern. Sie haben auf ihren Reisen Handelswaren wie Erz, Holz, Seide oder Öle dabei.

## Spielstrategie
Bei den von der Zeit her variablen Spielerunden gibt es jeweils neue Ausgangspositionen, so dass das Spiel auch nach längerer Dauer immer wieder neue Variationen bietet und nicht so schnell eintönig wird. Eine Spielerunde dauert in etwa 90 Minuten. Es ist ein Strategiespiel ohne Würfel. Zufallselemente entstehen durch das Ziehen der Karten. Taktik und Diplomatie der Spieler sind ebenso bedeutsam für den Spielverlauf. 